# Estrablin
Estrablin é uma comuna francesa na região administrativa de Auvérnia-Ródano-Alpes, no departamento de Isère. Estende-se por uma área de km², com 3283 habitants habitantes.